# Ури, Яаков
Яаков Ури (ивр. יעקב אורי‎, при рождении Заславский; род. 3 марта 1888 года, Прохоровка, Полтавская губерния, Российская империя — 26 июля 1970 года, Израиль) — израильский политик, депутат кнессета 2-го созыва.

## Биография
Яков Заславский родился 3 марта 1888 года в Прохоровке Полтавской губернии, Российской империи. Его родители — Иуда (ивр. יהודה‎) и Батья (ивр. בתיה‎) Заславские.
Обучался в иешиве Херсона, иммигрировал в Подмандатную Палестину в 1910 году.
Вступил в Ха-Поэль ха-Цаир, был одним из основателем поселения Нахалал. Один из основателей мошавного движения, являлся редактором ежемесячного издания этого движения «Таламим».
Ури был избран в кнессет 2-го созыва от партии МАПАЙ, работал в домашней комиссии кнессета, а также в комиссии по экономике. Больше в парламент не избирался.
Яаков Ури умер в 1970 году в возрасте 82 лет.

## Публикации[2]
- 1950 год — Наша дорога
- 1950 год — По пути сельскохозяйственных поселений
- 1951 год — Корни на Родине. Путешествие по поселениям новых репатриантов
- 1959 год — По дорогам Израиля. Заметки путешественника на юге и в стране Негев
- 1961 год — Беседы о праздниках в Израиле